# 沃氏鬚鯊
沃氏鬚鯊（學名：Orectolobus wardi），為軟骨魚綱鬚鯊目鬚鯊科鬚鯊屬的一種。分布於中西太平洋澳洲海域，深度1至3公尺，本魚體延長，前部寬扁，後部細小，頭相當寬扁，頭部及身體具有深色圓形馬鞍斑，淺色輪廓，暗色區域間隔較遠，並有一些黑點，體長可達63公分，棲息在大陸棚，為底棲性魚類，多半在夜間活動，屬肉食性，以甲殼類、頭足類、硬骨魚為食，卵胎生，生活習性不明，可做為觀賞魚。